# Liste des plus grandes entreprises tunisiennes
Cette page dresse le classement des plus grandes entreprises tunisiennes selon leur chiffre d'affaires en dinars tunisiens. Le classement 2006 est établi par le bimensuel L'Économiste maghrébin (no 434-435 de janvier 2007).

## Classement des entreprises tunisiennes
| 1                                                            | Société tunisienne des industries de raffinage (STIR)                  | pétrole                                                         | 1 753 |
| 2                                                            | Tunisie Télécom                                                        | télécommunications                                              | 1 658 |
| 3                                                            | Société tunisienne de l'électricité et du gaz (STEG)                   | énergie                                                         | 1 309 |
| 4                                                            | Groupe chimique tunisien                                               | chimie                                                          | 980   |
| 5                                                            | Société nationale de distribution des pétroles                         | pétrole                                                         | 913   |
| 6                                                            | Tunisair                                                               | transport aérien                                                | 898   |
| 7                                                            | Régie nationale des tabacs et des allumettes (RNTA)                    | industrie agroalimentaire                                       | 741   |
| 8                                                            | Entreprise tunisienne d'activités pétrolières (ETAP)                   | pétrole                                                         | 601   |
| 9                                                            | Pharmacie centrale de Tunisie                                          | industrie pharmaceutique                                        | 434   |
| 10                                                           | Orascom Telecom Tunisie                                                | télécommunications                                              | 418   |
| 11                                                           | Shell Tunisie                                                          | pétrole                                                         | 403   |
| 12                                                           | Total Tunisie                                                          | pétrole                                                         | 390   |
| 13                                                           | Société de fabrication des boissons de Tunisie (SFBT)                  | industrie agroalimentaire                                       | 323   |
| 14                                                           | Nouvelair Tunisie                                                      | transport aérien                                                | 280   |
| 15                                                           | Office national de l'huile (ONH)                                       | industrie agroalimentaire                                       | 247   |
| 16                                                           | Compagnie des phosphates de Gafsa (CPG)                                | mines                                                           | 240   |
| 17                                                           | Compagnie tunisienne de navigation (COTUNAV)                           | transport maritime                                              | 230   |
| 18                                                           | Monoprix                                                               | commerce et distribution                                        | 220   |
| 19                                                           | Office du commerce de Tunisie (OCT)                                    | commerce                                                        | 216   |
| 20                                                           | Office de l'aviation civile et des aéroports (OACA)                    | transport aérien                                                | 210   |
| 21                                                           | Société nationale d'exploitation et de distribution des eaux (SONEDE)  | exploitation et distribution d'eau                              | 210   |
| 22                                                           | Société des emballages aluminium et des boissons gazeuses (SEABG)      | industrie agroalimentaire                                       | 199   |
| 23                                                           | Société tunisienne de sidérurgie                                       | sidérurgie                                                      | 172   |
| 24                                                           | Carthage Power Company                                                 | énergie                                                         | 160   |
| 25                                                           | Léoni Tunisie SA                                                       | industrie électrique                                            | 139   |
| 26                                                           | Office national des postes                                             | services postaux et bancaires                                   | 139   |
| 27                                                           | Ciments d'Enfidha                                                      | matériaux de construction                                       | 137   |
| 28                                                           | Société nationale des chemins de fer tunisiens (SNCFT)                 | transport ferroviaire                                           | 136   |
| 29                                                           | Centrale laitière du Cap Bon (CLC)-Délice                              | produits laitiers                                               | 132   |
| 30                                                           | Tunisie Leasing                                                        | leasing                                                         | 128   |
| 31                                                           | DAV Tunisie                                                            | industrie électrique et mécanique                               | 126   |
| 32                                                           | Le Moteur                                                              | industrie mécanique                                             | 124   |
| 33                                                           | Office national de l'assainissement (ONAS)                             | services                                                        | 113   |
| 34                                                           | Ennakl                                                                 | commerce et services                                            | 110   |
| 35                                                           | Société chimique Alkimia                                               | chimie                                                          | 110   |
| 36                                                           | Karthago Airlines                                                      | transport aérien                                                | 107   |
| 37                                                           | Société Sagem Tunisie                                                  | industrie électrique, industrie mécanique et télécommunications | 105   |
| 38                                                           | Ciments de Djebel Oust                                                 | matériaux de construction                                       | 105   |
| 39                                                           | Staroil                                                                | pétrole                                                         | 104   |
| 40                                                           | Manufacture électrotechnique de Sousse                                 | industrie électrique et électronique                            | 101   |
| 41                                                           | Autronic                                                               | industrie automobile                                            | 98    |
| 42                                                           | STIAL                                                                  | industrie agroalimentaire                                       | 98    |
| 43                                                           | Société tunisienne d'industrie pneumatique (STIP)                      | industrie pneumatique                                           | 94    |
| 44                                                           | Société ALMES                                                          | industrie agroalimentaire                                       | 93    |
| 45                                                           | Société de nutrition animale (SNA)                                     | industrie agroalimentaire                                       | 93    |
| 46                                                           | Agence foncière d'habitation (AFH)                                     | immobilier                                                      | 92    |
| 47                                                           | Société tunisienne de biscuiterie (SOTUBI)                             | industrie agroalimentaire                                       | 90    |
| 48                                                           | Société ESSEL Tunisie SARL                                             | industrie textile                                               | 88    |
| 49                                                           | Société générale d'entreprises de matériel et de travaux (SOMATRA-GET) | BTP                                                             | 86    |
| 50                                                           | INESS Confection                                                       | industrie textile                                               | 83    |
| 51                                                           | Office de la marine marchande et des ports                             | transport maritime                                              | 82    |
| 52                                                           | Société tunisienne de chocolaterie et de confiserie (SOTUCHOC)         | industrie agroalimentaire                                       | 80    |
| 53                                                           | Transtu                                                                | transport urbain                                                | 76    |
| 54                                                           | Arab Tunisian Lease                                                    | leasing                                                         | 75    |
| 55                                                           | Société des ciments de Gabès                                           | matériaux de construction                                       | 72    |
| 56                                                           | Agence technique transport terrestres                                  | services                                                        | 71    |
| 57                                                           | Société tunisienne du sucre (STS)                                      | industrie agroalimentaire                                       | 68    |
| 58                                                           | Lear Automotive EDDS Tunisia SA                                        | industrie électrique et électronique                            | 67    |
| 59                                                           | Société industrielle des textiles                                      | industrie textile                                               | 66    |
| 60                                                           | BDS                                                                    | industrie textile                                               | 65    |
| 61                                                           | Société des huiles Borges Tunisie                                      | industrie agroalimentaire                                       | 65    |
| 62                                                           | SARTEX Confection                                                      | industrie textile                                               | 65    |
| 63                                                           | Générale des boissons et des industries alimentaires                   | industrie agroalimentaire                                       | 64    |
| 64                                                           | UNPA-L'Épi d'or                                                        | industrie agroalimentaire                                       | 62    |
| 65                                                           | Société Weitnauer Tunisie SA                                           | commerce                                                        | 61    |
| 66                                                           | Société d'assemblage électrique et électronique                        | industrie électrique et électronique                            | 61    |
| 67                                                           | Société El Athir                                                       | industrie électronique                                          | 61    |
| 68                                                           | Société de conditionnement des huiles d'olive                          | industrie agroalimentaire                                       | 60    |
| 69                                                           | Société d'acconage et de manutention (STAM)                            | transport et services                                           | 60    |
| 70                                                           | Manufacture des tabacs de Kairouan                                     | industrie agroalimentaire                                       | 60    |
| 71                                                           | AGROMED                                                                | industrie agroalimentaire                                       | 60    |
| 72                                                           | Meunière tunisienne                                                    | industrie agroalimentaire                                       | 59    |
| 73                                                           | Tricot tunisien                                                        | industrie textile                                               | 59    |
| 74                                                           | COFAT                                                                  | industrie automobile                                            | 58    |
| 75                                                           | Général Leasing                                                        | leasing                                                         | 58    |
| 76                                                           | SNB                                                                    | industrie agroalimentaire                                       | 55    |
| 77                                                           | Union centrale des coopératives viticoles                              | industrie agroalimentaire                                       | 55    |
| 78                                                           | SOMOCER                                                                | matériaux de construction                                       | 55    |
| 79                                                           | Jacques Bruynoogh Garments                                             | industrie textile                                               | 54    |
| 80                                                           | Société tunisienne d'industrie automobile (STIA)                       | industrie automobile                                            | 54    |
| 81                                                           | Vêtement de travail et loisir (VTL)                                    | industrie textile                                               | 54    |
| 82                                                           | Chaâbane et Cie                                                        | BTP                                                             | 54    |
| 83                                                           | Tunisie Câbles                                                         | industrie électrique                                            | 53    |
| 84                                                           | GVB Co Tunisie                                                         | industrie textile                                               | 52    |
| 85                                                           | SOCOOPEC                                                               | matériel agricole                                               | 52    |
| 86                                                           | Chantuni SA                                                            | industrie textile                                               | 52    |
| 87                                                           | Cogehuile                                                              | industrie chimique                                              | 51    |
| 88                                                           | Chimie couleurs emballage                                              | emballage métallique                                            | 51    |
| 89                                                           | Industries chimiques du fluor (ICF)                                    | industries chimiques                                            | 50    |
| 90                                                           | Société nationale immobilière de Tunis (SNIT)                          | promotion immobilière                                           | 50    |
| 91                                                           | Carthago Ceramic                                                       | matériaux de construction                                       | 50    |
| 92                                                           | Tunisie Lait                                                           | industrie agroalimentaire                                       | 50    |
| 93                                                           | Société El Mazraa                                                      | industrie agroalimentaire                                       | 50    |
| 94                                                           | Société El Arem associés-Laino                                         | industrie agroalimentaire                                       | 50    |
| 95                                                           | Cedria                                                                 | alimentation animale                                            | 49    |
| 96                                                           | Electrostar                                                            | industrie électronique                                          | 49    |
| 97                                                           | Société tunisienne de câblage                                          | industrie électrique                                            | 49    |
| 98                                                           | Lee Cooper Tunisie                                                     | industrie textile                                               | 49    |
| 99                                                           | Ciments de Bizerte                                                     | matériaux de construction                                       | 48    |
| 100                                                          | Freeshop Hmila                                                         | commerce                                                        | 48    |
| Sources : L’Économiste maghrébin (n°434-435 de janvier 2007) |                                                                        |                                                                 |       |

## Classement desgroupes d'entreprisestunisiens
| 1                                                             | Groupe chimique tunisien   | industrie chimique               | 1 220 |
| 2                                                             | Groupe SFBT                | industrie agroalimentaire        | 842   |
| 3                                                             | Groupe Poulina             | industrie agroalimentaire        | 770   |
| 4                                                             | Groupe Mabrouk             | industrie agroalimentaire        | 650   |
| 5                                                             | Groupe TTS                 | tourisme et transport aérien     | 418   |
| 6                                                             | Groupe Elloumi             | industrie électrique             | 400   |
| 7                                                             | El Mouradi                 | hôtellerie                       | 297   |
| 8                                                             | Groupe Karthago            | tourisme et transport aérien     | 272   |
| 9                                                             | Groupe Abdennadher         | BTP et industrie agroalimentaire | 256   |
| 10                                                            | Groupe Hamrouni            | industrie                        | 256   |
| 11                                                            | Groupe Délice              | industrie agroalimentaire        | 244   |
| 12                                                            | Groupe Affès               | industrie agroalimentaire        | 230   |
| 13                                                            | Groupe Loukil              | industrie et commerce            | 227   |
| 14                                                            | Groupe JAL Tunisie         | cuir et chaussures               | 200   |
| 15                                                            | Groupe Magasin général     | distribution                     | 164   |
| 16                                                            | Groupe One Tech            | industrie électronique           | 140   |
| 17                                                            | Groupe STAFIM-Peugeot      | commerce automobile              | 129   |
| 18                                                            | Groupe Slama               | industrie agroalimentaire        | 129   |
| 19                                                            | DEMCO-Textu SARL           | industrie textile                | 104   |
| 20                                                            | Groupe PROMOGROS           | commerce et distribution         | 81    |
| 21                                                            | Groupe Chaabane-Nour       | BTP et immobilier                | 74    |
| 22                                                            | Groupe Khaled Kobbi        | BTP et immobilier                | 72    |
| 23                                                            | Groupe Adel Bousarsar      | tourisme                         | 64    |
| 24                                                            | Groupe Hachicha            | industrie agroalimentaire        | 63    |
| 25                                                            | STPA                       | chimie et électricité            | 41    |
| 26                                                            | Comptoir national tunisien | commerce                         | 38    |
| 27                                                            | SOTUGAT-SERGAZ             | énergie                          | 37    |
| 28                                                            | Groupe Zouari              | industrie et commerce            | 34    |
| 29                                                            | Judy                       | chimie                           | 29    |
| 30                                                            | Confection idéale du Sud   | industrie textile                | 27    |
| 31                                                            | IGL                        | informatique                     | 20    |
| 32                                                            | Groupe Ghali               | industrie                        | 20    |
| Sources : L’Économiste maghrébin (no 434-435 de janvier 2007) |                            |                                  |       |